# Larentia incandescens
Larentia incandescens là một loài bướm đêm trong họ Geometridae.